# Josef Bílý

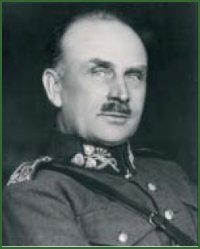
General Josef Bílý

Josef Bílý (* 30. Juni 1872 in Zbonín, Königreich Böhmen; † 28. September 1941 in Prag, Protektorat Böhmen und Mähren) war ein Offizier der Landstreitkräfte Österreich-Ungarns im Ersten Weltkrieg, Befehlshaber der Widerstandsgruppe Obrana národa sowie tschechoslowakischer Armeegeneral.

## Leben

### Offizier der Landstreitkräfte Österreich-Ungarns und Erster Weltkrieg
Bílý begann nach dem Schulbesuch 1888 eine militärische Ausbildung an der Infanteriekadettenschule in Triest und wurde 1892 in die Landstreitkräfte Österreich-Ungarns übernommen. Zunächst fand er Verwendung als Zugführer sowie später als Bataillonsadjutant in dem in Tarnopol stationierten k.u.k. Infanterieregiment „Freiherr von Georgi“ Nr. 15. Zwischen 1898 und 1900 studierte er an der Theresianischen Militärakademie in Wiener Neustadt und war im Anschluss Offizier bei der zunächst in Esseg in Slawonien stationierten 7. Infanteriedivision, die später nach Lemberg sowie 1906 nach Triest verlegt wurde. Danach unterrichtete er zwischen 1908 und 1910 als Lehrer für Taktik und Serienvorbereitung an einer Kadettenschule in Wien und wurde danach als Offizier im k.u.k. Infanterieregiment „Hoch- und Deutschmeister“ Nr. 4.
Zu Beginn des Ersten Weltkrieges wurde Bílý am 18. August 1914 Kommandant 
eines an der Ostfront eingesetzten Bataillons und nahm mit diesem an Kampfeinsätzen in Galizien sowie in den Karpaten teil. Nachdem er am 3. Juli 1915 verwundet wurde, befand er sich zur Genesung in einem Krankenhaus in Laibach. Nach einer anschließenden sechsmonatigen Verwendung als Offizier in der Militärregierung von Lublin wurde er als Kommandant eines Bataillons nach Brixen versetzt, ehe er im Februar 1917 als Oberstleutnant der nach ihm benannten Spezialgruppe Bílý an die Gebirgsfront nach Asiago in Venetien abgeordnet wurde. Nach Besuch eines Nachrichtendienstlehrgangs wurde er zuletzt im Juni 1918 Kommandant des k.u.k. Infanterieregiments „Graf von Khevenhüller“ Nr. 7.
Für seine Verdienste wurde er mit der Militär-Verdienstmedaille, dem Militär-Jubiläumskreuz, dem Militärverdienstkreuz III. Klasse sowie dem Orden der Eisernen Krone III. und II. Klasse ausgezeichnet.

### Aufstieg zum General in der Tschechoslowakei
Nach Gründung der Tschechoslowakei am 28. Oktober 1918 trat Bílý am 28. November 1918 als Berufssoldat in die Armee der neuen Republik ein und fand als Oberst Verwendung im Regionskommando in Budweis. Nach einer kurzen Tätigkeit als Kommandeur eines Regiments in Užhorod und war danach zwischen Mai 1920 und Januar 1921 sowie erneut von November 1921 bis Januar 1922 Kommandeur in Frýdek stationierten 16. Infanteriebrigade. Am 16. Dezember 1921 erfolgte seine Beförderung zum Brigadegeneral. Im Anschluss war er von 1922 bis 1923 stellvertretender Kommandierender General des Militärkommandos in Brünn sowie zwischen 1923 und 1926 Kommandeur der 6. Infanteriedivision, ehe er zwischen 1926 und 1927 kommissarischer Kommandierender General des Militärkommandos in Brünn war. Anschließend fungierte er von 1927 bis 1928 abermals als Kommandeur der 6. Infanteriedivision.
Danach war Bílý zwischen April 1928 und Februar 1929 Kommandeur der 1. Infanteriedivision und wurde als solcher im Mai 1928 zum Generalmajor befördert. Zugleich war er von Juli 1928 bis Juni 1935 Kommandierender General des Militärkommandos in Prag und erhielt in dieser Verwendung am 26. Juni 1941 seine Beförderung zum Armeegeneral. 1935 trat er zunächst in den Ruhestand und wurde 1938 in den aktiven Militärdienst zurückberufen, woraufhin er Kommandierender General des Depots M war. Nach der Zerschlagung der Tschechoslowakei im März 1939 trat er der tschechoslowakischen Widerstandsbewegung Obrana národa (ON) um Alois Eliáš, Hugo Vojta, Sergej Vojcechovský und Sergěj Ingr bei, wurde Befehlshaber der Widerstandsgruppe und warb auch andere Offiziere wie Bedřich Homola für die Arbeit in der ON an. Aufgrund seiner Aktivitäten wurde er von den deutschen Besatzungstruppen verhaftet und befand sich im Gefängnis Pankrác, wo er am 28. September 1941 hingerichtet wurde.
Für seine Verdienste wurde ihm zudem das Offizierskreuz des Orden Polonia Restituta, das Offizierskreuz und die Kommandeurswürde der Ehrenlegion, der Orden der Krone von Rumänien II. Klasse, der Orden der Krone von Italien III. Klasse, der St.-Sava-Orden II. Klasse, der Orden der Krone von Jugoslawien II. Klasse sowie das Tschechoslowakische Kriegskreuz 1939 verliehen.